# 여름날 파티에서 대학살 4
《여름날 파티에서 대학살 4》(영어: Cheerleader Massacre)는 미국에서 제작된 짐 위노스키 감독의 2003년 B급 슬래셔 영화이다. 여름날 파티에서 대학살 프랜차이즈 일곱 번째 작품이다. 태미 셰필드 등이 출연하였고, 제이슨 호프스 등이 제작에 참여하였다.

## 출연
- 태미 셰필드
- 채리티 레이머
- 에린 바이런
- 렁크 존슨
- E. 에디 에드워즈
- 서맨사 필립스
- 지지 어네타
- 다이애나 에스핀
- 니키 프리츠
- 타일로 타일러
- 브링크 스티븐스
- 멀리사 브러젤

## 기타 제작진
- 배역: 엘리자베스 존슨